# 曾鈺成
曾鈺成，大紫荊勳賢，GBS，JP（1947年5月17日—），廣東順德人，生於廣州，兩歲移民英屬香港。香港立法會主席（2008－2016年），民主建港聯盟創黨主席，第8－11屆港區全國政協委員（1993－2012年）。現為香港中文大學社會科學院名譽教授及香港政策研究所副主席。此前曾經擔任香港培僑中學校長。其弟曾德成為前民政事務局局長，繼子則是在香港樂壇有「編曲俠」之稱的音樂人嚴勵行。

## 簡歷

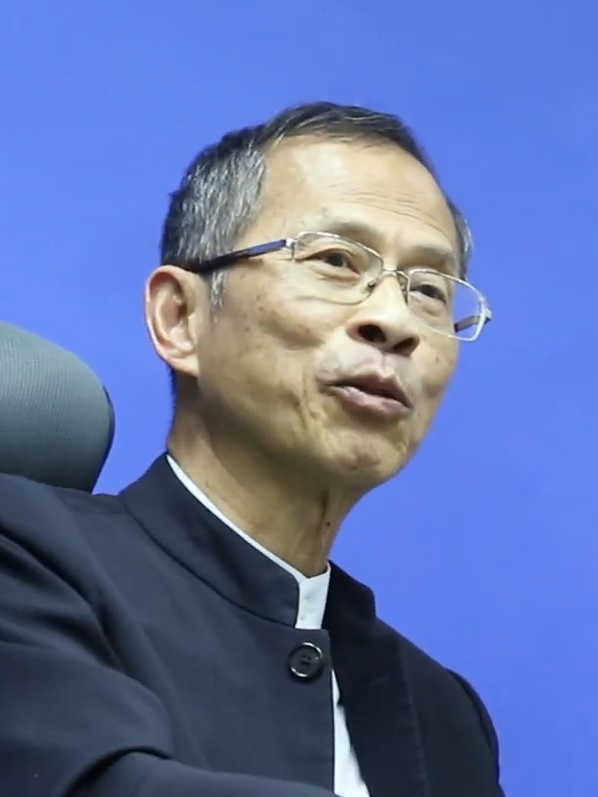
2020年時的曾鈺成。

1947年生於中華民國廣東省廣州。籍貫廣東順德龍江鎮仙塘村。兩歲時移民英屬香港。其時1949年正值逃港潮。
於基督教香港聖公會主辦的聖公會聖彼得小學（與李焯芬為同班同學）、聖保羅書院（小學部）（小五至小六；1958年畢業）及聖保羅書院就讀（1958年入讀中一、1963年中五畢業，與前香港聖公會西九龍教區主教蘇以葆為同屆同學），會考取得5科優、6科良，成績出眾。1965年入讀香港大學數學系，並以一等榮譽畢業。在中學時毛澤東思想已在香港散播，但曾鈺成不得其門。1966年文革前夕，曾鈺成自出生以來首度回廣州探親，由伯父講解中國國情，自此曾鈺成身入香港左派。畢業後留校任助教一年，月薪1,500港幣，原定一年後到美國讀碩士。唯香港大學有左派幹部恐怕曾鈺成赴美國令左派損失人才，力勸他留在香港，結果曾鈺成被安排到香港左派學校香港培僑中學任教，月薪600元，當時由校長吳康民面試他。。文革餘波引起1967年香港六七暴動，聖保羅書院的弟弟曾德成在校內散發左派傳單被捕判刑二年，更加堅定曾鈺成的左派思想。1985年出任培僑中學校長，現時仍為該校校監。
1992年，45歲的曾鈺成與一群志同道合人士，成立政黨民主建港聯盟（民建聯），並出任創黨主席。1995年首次參加立法局選舉，出選九龍中選區但敗於民主派的民協廖成利。香港回歸前，曾鈺成曾出任香港特別行政區籌備委員會成員。1997年至1998年出任香港臨時立法會議員。
1998年香港立法會選舉，他帶頭領軍出戰九龍西與葉國忠、尹才榜組成名單，取得44,632票（21.73%），為民建聯在九龍西奪得一席。他更曾出任民建聯深水埗支部主席。
2000年香港立法會選舉中，他與鍾港武、潘國華及黃尉聰組成名單，繼續在九龍西選區參選，取得41,492票（23.54%），成功連任。
行政長官董建華2002年連任後改組政府時，把司局長官員改行高官問責制，把各親政府政黨的黨魁委任為行政會議成員。曾鈺成以民建聯主席的身份加入行政會議，成為非官守議員。同年曾鈺成獲政府頒發金紫荊星章。
2003年，民建聯因大力支持《香港基本法第二十三條》儘快立法，受七一大遊行影響，在第二屆區議會選舉失利而辭去主席職務，由馬力接任黨主席，他改為出任會務顧問，但他仍然保留行政會議非官守議員的議席直至其出任立法會主席。
2004年香港立法會選舉，九龍西選區以曾鈺成為首的名單得票最多。在該次選舉中，曾鈺成的民建聯團隊（曾鈺成、鍾港武、李慧）得到了61,770票（27.13%）。
曾鈺成曾在接受訪問時，一度宣佈2008年不再尋求連任，引來政界一度對他是否加入政府出任局長作猜測。2007年續任行政會議成員，2008年香港立法會選舉，最終繼續參加選舉，改由香港島選區出選，取得60,416（19.3%），成功連任，但因葉劉淑儀名單互相競爭，排第二的蔡素玉未能連任。2008年10月8日，以36票擊敗獲泛民主派支持的民主黨李華明，當選為第四屆香港立法會主席。在當選立法會主席後，表示為免角色衝突，他辭去行政會議成員職務，其行政會議成員職務由民建聯劉江華接替。
2012年11月，獲香港城市大學頒發榮譽法學博士學位。
2012年2月，唐英年被揭發僭建後，曾鈺成曾表示會考慮參選行政長官。2012年2月27日，宣佈將不參選2012年香港行政長官選舉，他強調沒有人勸退他。
2012年9月，第五度參選立法會，以民建聯名義及個人名單參選，取得36,517票（11.0%），與同屬民建聯的鍾樹根在香港島選區共取得兩席。2012年10月10日，以43票擊敗獲27票、獲泛民主派支持的梁家傑，成功連任為第五屆香港立法會主席。
2015年11月，獲香港公開大學頒發榮譽社會科學博士學位。
2016年6月16日，宣佈退出政治界，不再參加任何公職。9月成為《時代雜誌》亞洲版封面人物，被稱為“香港的希望”。

## 爭議

### 聲援民運
1989年，中國北京正發生六四事件，曾鈺成是時任廣東省政協委員及教育工作者，多次於報章發表聯署廣告，認為學生的舉動屬於愛國民主運動並予以支持，但自從創立民建聯及出任立法會議員後，絕口不評論六四事件。

### 一方面稱「留港建港」一方面辦移民
六四事件發生後，又臨近1997年香港回歸，很多香港人擔心香港前景，紛紛移民海外。曾鈺成後來與左派中人籌組民主建港聯盟（民建聯），「留港建港」是為其口號，但另一方面於1994年，他被揭發正與太太和女兒安排「後路」移民加拿大，行為令部分市民反感，批評他「講一套做一套」，並質疑其誠信，謔稱曾鈺成為「太空成」。曾鈺成解釋是為了讓女兒有較佳學習環境，又說移民只是太太的主意，再被質疑將責任推給太太，又稱成立民建聯後便忘記已辦移民加拿大一事，直至有關方面叫他去面試才記起。2004年香港立法會選舉時，曾鈺成被翻此舊帳，他反駁稱：「這些是十年前的議題，況且拿外國護照不等於不愛國，《基本法》也規定持外國護照者也可擔任議員。」

### 遭熊抱阻投票
1999年7月8日，香港立法會表決有關泊車咪錶加價的法案時（《1999年收入條例草案》），運輸局局長吳榮奎被多位議員目睹他在立法會前廳的走廊拉著曾鈺成肩膊，不讓他回到議事廳投票。曾鈺成有說「技術問題，被吳榮奎拉住了」，而目擊者之一的李華明稱他在會議廳走廊看到吳榮奎搭住曾鈺成，而曾鈺成則尷尬地笑一笑，李華明立刻對吳榮奎說：「局長，你想hijack（挾持）曾議員呀！」吳榮奎則對他說：「連你都拉埋！」並拉著他的手不放，李華明連忙甩開他，衝入會議廳投票，投票後才發覺曾主席真的被「挾持」了，沒有投票。但政府顧此失彼，這邊廂僅拉得住曾鈺成一人，另一邊廂卻讓四張支持政府議案的票溜走了，所以最終仍以一票之差未獲通過。
事後曾鈺成不願多談，但民主黨李柱銘要求政府進行調查當中是否涉及刑事責任，而吳榮奎則發表聲明指「在投票當日，作為政府游說隊伍的成員之一，我在立法會範圍內，就泊車咪表收費游說曾先生。游說議員支持建議的工作是以正常及和平的方法進行。游說員就某一事件支持政府，當然與阻止議員投票是截然不同的事。」

### 殺局拉布
1999年12月1日，立法會恢復「殺局」條例草案（《提供市政服務（重組）條例草案》）二讀辯論，事前民建聯表示反對政府殺局，但因未能說服服務兩會的議員，所以堅持投票取向為民建聯六票反對、工聯會四票支持的“六四”方案。
當日因兩位支持政府「殺局」的議員（呂明華、梁智鴻）不在香港，另有兩位（陸恭蕙、黃宏發）未表態，政府尚差兩票，當時民主派想趁機以速戰速決在二讀弄掉「殺局」草案。而支持草案的議員採取「拉布」戰術，進行長篇發言，以便拖延至第二天，讓呂明華和梁智鴻返港後才表決是否二讀辯論。但當時政府估計建制派議員未能拉布至第二天，要在當天表決，在評估會不夠票下，便改為迫民建聯轉軚支持二讀。
至晚上7時，各主要政黨代表均已發言，到官員準備發言回應時，曾鈺成與民建聯譚耀宗相繼舉手發言，而曾鈺成為轉軑鋪路，他在發言時表示：「條例現在極可能得不到二讀通過，如果是真的，這本條例草案便可以收起......但大家做了這麼多工夫，如果李永達的所有修訂案不見天日，便很不值得，應該有機會讓議員、公眾清楚大家做過些什麼。」 等同宣布民建聯的立場便改為「二讀支持、三讀反對」。此說法引來數名民主派議員反駁；數名建制派議員亦加入戰團，令會議討論到晚上10時才休會，當天最終未能表決，二讀最後在翌日（12月2日）以36人贊成，21人反對下通過。
在委員會審議階段，討論廢除兩條市政局有關架構的條例期間，因政府發現支持政府的自由黨議員夏佳理和獨立議員李國寶，竟雙雙不在座位。於是政制事務局局長孫明揚再次發揮「拉布戰術」，盡量拖延時間，好讓支持「殺局」的議員，回座投票。最後在反對殺局的民建聯議員黃容根及臨區局主席劉皇發在投票前「巧合」地失蹤，而支持殺局的李國寶在投票前20秒趕到等「戲劇化」情節下而令草案得到通過。

### 拒答是否中國共產黨員
他競選第四屆立法會主席並出席立法會的競選論壇時，社民連梁國雄議員當眾質問他會否退出中國共產黨以示中立，他沒有正面回應，只說自己會保留民建聯黨籍，一旦出任主席，作出裁決時不會受到任何政黨支配。梁國雄再追問他是否秘密保留共產黨員黨籍時，他則回答：「既然你也說是秘密，我當然不會答你。」其後曾鈺成再多次被追問，他的回應非常含糊，既無承認、但也不否認是共產黨員，其回應包括「香港還未成熟到可以討論這個問題」、「在香港被指是『土共』是很負面的標籤」、「中共黨章和立法會主席的職責沒有抵觸」等。

### 被指不公驅逐議員
2011年10月13日，行政長官曾蔭權出席2011至2012年度香港行政長官施政報告的答问大会时，黃毓民及梁國雄高声离席抗議报告内容，其間黃毓民虽然多次干扰会场秩序，但並無任何暴力行為或使用粗言穢語，其後兩人一起被曾逐離會議廳，并且因拒不服从被保安強行拖離席。有不少泛民主派议员认为曾裁决不公，集体离场抗议。

### 「剪布」權力爭議
2012年5月，立法會議員黃毓民、陳偉業、梁國雄等，在立法會發動拉布戰，欲阻止多項他們認定的「惡法」（包括議員出缺安排草案、版權（修訂）條例草案）三讀通過。2012年5月17日，立法會主席曾鈺成向秘書長說了兩次「返嚟就郁」，動用《議事規則》第92條，結束議員出缺安排草案有關辯論。一些傳媒稱此為「剪布」。曾鈺成及黃宜弘初時否認合謀制止拉布，曾鈺成聲稱忘記說過「返嚟就郁」。立法會秘書長吳文華指，曾鈺成事前知道黃宜弘會提出終止辯論。曾其後承認事前知悉黃宜弘會提出終止辯論。曾鈺成被泛民議員批評受到政治壓力而濫用權力，甚至有議員醞釀提出不信任動議，李卓人表示曾誠信盡失，黃毓民更形容他是「貞婦晚年失節」。民建聯經常對議會拉布行為作出猛烈抨擊。

### 曲解成語
2014年3月，曾鈺成為政務司司長林鄭月娥在3月22日的政改論壇後的「一錘定音」作辯解，曲解成語「一錘定音」為「即意見非常清晰，明確，訊息值得各方面重視」。

### 政改否決後的與建制派短訊醜聞
香港媒體報道稱，曾鈺成在2015年6月18日立法會表決2017年香港政改方案當天，雖然在會議上表現中立，實則私底下積極參與建制派在網絡社交平台WhatsApp的群組討論當中。
期間他在人民力量的陳偉業返回議事廳時，在群組中發言“賊來了”。又通過WhatsApp向建制派指揮，要求強迫陳偉業先發言，并提出“盡量避免自行按發言按鈕，全部用舉手。”甚至叮囑建制派議員們購買“防偷窺貼膜”，避免被傳媒拍到手機屏幕。
後來建制派在投票的關鍵時刻集體離場，實質上在WhatsApp群組未有交流，更無人提及要等待議員劉皇發。表決過後，曾鈺成在群組內問“玩乜？（玩什麼？）”
醜聞曝光后，曾鈺成在6月25日會見記者承認當天在建制派議員的通訊群組內，向建制派議員提出發言的建議。他分別向建制和泛民的議員表示道歉，但不認為自己違反了任何議事規則和違背主席的責任，因此拒絕辭職。

### 建議修改《基本法》確立中聯辦地位
曾鈺成出任召集人的智庫香港願景曾發表一國兩制實踐情况研究報告，當中建議包括「須讓中聯辦名正言順履行職務」，他認為現時中聯辦作為執行中央對港政策的主要機關，《基本法》條文卻對中聯辦隻字不提並不合理，提議要加入新條文正式確立中聯辦的地位和職責；除此之外，亦建議港府應一併研究基本法二十三條立法和政改工作。泛民和建制派都反對相關建議，民主派認為中聯辦已受基本法二十二條所限不得干預香港事務，條文怎樣改它也不得參與香港內部工作。

### 揭露北京干預香港立法會事務
2019年5月，曾鈺成於《信報》發表其作為立法會主席的回憶錄，提及於2008年初，有主管港澳事務的中央官員要求他在局長，立法會主席和立法會議員三個職位之間選擇，有網民批評此舉明顯違反香港特別行政區基本法第二十二條，即「中央人民政府所屬各部門、各省、自治區、直轄市均不得干預香港特別行政區根據本法自行管理的事務。」。

## 榮譽

### 殊勳
- 非官守太平紳士（J.P.）（1998年7月1日）[44]
- 金紫荊星章（G.B.S.）（香港2002年度授勳及嘉獎名單）[45]
- 大紫荊勳章（G.B.M.）（香港2015年度授勳及嘉獎名單）[46]

### 頭銜
- 曾鈺成議員（1997年7月1日－1998年6月30日）
- 曾鈺成議員，JP（1998年7月1日－2002年6月30日）[44]
- 曾鈺成議員，GBS，JP（2002年7月1日－2015年6月30日）[45]
- 曾鈺成議員，大紫荊勳賢，GBS，JP（2015年7月1日－2016年9月30日）[46]
- 曾鈺成先生，大紫荊勳賢，GBS，JP（2016年10月1日－）

## 著作
- 《英語詞源趣談》 1990年3月 商務印書館(香港)有限公司  ISBN 962-07-1117-3
- 《蓬間集》 2011年8月 新民主出版社有限公司  ISBN 978-962-336-025-8
- 《我愛學英文》 2012年6月 新民主出版社有限公司  ISBN 978-9-62336-027-2
- 《英語·人生曾鈺成》2016年6月28日 牛津出版社 ISBN 9780190476526
- 《主席八年》（上冊） 2020年7月 信報出版 ISBN 9789887417613
- 《時不再來：主席八年下冊》 2021年7月 信報出版 ISBN 9789887527763

## 傳媒節目／專欄

### 你有理講
2004年起，曾鈺成常擔任亞洲電視節目《你有理講》嘉賓主持，談論政治、民生等議題。

### 平上去入立法會
2010年3月至6月主持香港商業電台聲音專欄立會攻略，節目主要是介紹香港立法會和立法會主席的職能。

### 鈺成其事
2013年8月起在免費報紙《AM730》撰寫《鈺成其事》專欄。

### 跟住矛盾去旅行
2015年聖誕期間，曾鈺成與立法會議員梁國雄前往波蘭為香港電視娛樂ViuTV拍攝旅遊真人秀節目《跟住矛盾去旅行》，而節目波蘭篇於2016年4月6日、11日及12日22:00-23:00播出。

### 鈺成千里目
2016年9月12日起逢星期一至五10:00-10:30於雷霆881播出，每集邀請不同界別嘉賓，由政商到演藝界，天南地北，暢所欲言，大開通識世界。

### 埋班
2017年，曾鈺成擔任ViuTV以籌組政府班子為題的真人實況節目《埋班》的主持，訪問一眾官員人選，並介紹政府官員的工作範圍。節目於2017年5月22至26日22:00-22:30播出。

## 軼事

### 選舉論壇發言
曾鈺成出席2012年立法會選舉無綫電視的選舉論壇的總結發言，內容指「撐社民連，上街！撐人民力量，上網！撐公民黨，上court！撐事旦男，舉牌！撐蕭若元，拍玉蒲團！選議員？大家仲係要選民建聯。」

### 不批准世界末日
2012年12月20日，曾鈺成就不少人指翌日為世界末日之言論，於立法會會議結束前，發表「不批准世界末日」論，引起一時佳話。

### 臨別獻唱抽水嘲議員
曾鈺成在2012年至2016年度立法會任期完結的全體議員餞別晚宴上，獻唱經典老歌《忘盡心中情》，並大改歌詞抒發8年主席任期間對立法議事的感受，中招被「抽水」的不但包括泛民的梁國雄及黃毓民，更包括蔣麗芸、鍾樹根等建制議員，甚至自己也不放過（諷刺自己面對泛民拉布，曾「一剪話咁易」），引來在場席下議會大笑。短片被上傳後社交網絡後亦引起網民的關注。

### 指懂簡不懂繁為讀寫能力不足中國人
2018年6月時值哈羅香港國際學校計劃全部以簡體字教授一至五年級中文課程，曾鈺成於專欄《鈺成其事》撰文質疑校長對此決定的解釋，該解釋稱「要培養學生在2047年的香港環境有十足的讀寫能力」，被質疑暗示2047年後香港將全部轉用簡體字。曾鈺成亦在文末稱，沒有學過簡體字的一輩人在今天簡體字愈趨流行的環境，沒有讀寫困難；反過來只懂簡體字不懂繁體字的，「恐怕稱不上有十足的讀寫能力的中國人」。

### 立法會大樓被佔期間主席肖像被破壞
2019年7月1日晚上，立法會大樓被示威者闖進，大量地方受到示威者塗鴉破壞，以宣洩對立法制度及政府施政的不滿。當中回歸後的首任立法會主席范徐麗泰及時任主席梁君彥的肖像均被塗鴉踐踏，而曾鈺成之畫像卻一度完好，未有遭到明顯塗鴉破壞。雖然肖像最終仍被拆下及破壞，有傳媒更拍到畫像在夏慤道馬路上出現。但對此曾卻對傳媒表示在當日觀看新聞期間見此亂況，寧願自己的肖像也一併被塗黑，因為回歸後三名立法會主席當中只有他的肖像沒有被明顯破壞，會令人誤會他是否也為泛民主派的一員及站在衝擊者一方。他指因為早年有參與新立法會大樓的設計和布置，所以看到大樓成示威者的攻擊目標時感到心痛。
他在接受有線新聞訪問時他稱雖譴責示威者暴力衝擊立法會大樓，執政者同時亦要反思年輕人為何敵視一國兩制，並需決心承認問題，以及不能迴避政改。他認為不追究、不檢控所有人是違反法治精神，而有人建議行政長官應特赦他們，他稱不會完全反對，但特赦仍需要在拘捕、檢控和審訊之後。

### 電視劇角色影射
在香港電視網絡製作的劇集選戰中，由廖啟智飾演的角色宋漫山影射曾鈺成。

### 讚揚《願榮光歸香港》
反送中運動期間，曾鈺成曾讚揚《願榮光歸香港》的技巧和質素相當高，表示由這首歌曲已充分反映反對一方的文宣水平相當高，香港政府已遠遠落後。

## 家庭
- 第一任妻子楊新兒在2007年與曾鈺成離婚，持有加拿大國籍。[63]
- 第二任妻子，舞蹈教師伍嘉敏[64][65][66]，在2009年11月21日，由前律政司司長梁愛詩證婚下，與曾鈺成結婚。[67]
- 妻子伍嘉敏及子女持有加拿大國籍。
- 弟弟曾德成是前香港大公報副社長、港區全國人大代表及中央政策組顧問，前民政事務局局長。
- 有一位妹妹，名叫曾勵予，曾就讀庇理羅士女子中學，1967年因支持左派運動入獄，曾任《香港商報》助理總編輯[68][69][70]。

## 主持節目（無綫電視）
- 香港飯局（與程介南、石禮謙等一同合作主持）

## 外部連結
- 曾鈺成官網（页面存档备份，存于）
- 曾鈺成Youtube頻道（页面存档备份，存于）
- 選舉、政黨、民主、普選——訪問曾鈺成（页面存档备份，存于）
- 曾鈺成履歷

| 官衔              | 官衔                          | 官衔            |
| ----------------- | ----------------------------- | --------------- |
| 前任者： 范徐麗泰 | 香港立法會主席 2008年－2016年 | 繼任者： 梁君彥 |
| 政黨職務          |                               |                 |
| 新頭銜            | 民建聯主席 · 1992年－2003年   | 繼任： 馬力     |